# Долар (Морган)
Долар (Морган) (англ. Morgan Dollar) — крупна срібна монета США, яка карбувалася у 1878—1904 і 1921 роках. Монета  масою у 26.73 грами, карбувалася зі срібла 900 проби, тобто містила 24.057 грами чистого срібла. Назвою монети послужило ім'я її творця — гравера Джорджа Моргана. Монета вважається класикою нумізматики і монетного діла США.

## Історія
У 1876 році директор монетного двору Генрі Ліндермен, бажаючи змінити дизайн американських монет запросив з Англії в США 30-річного Джорджа Моргана, де той прослужив спочатку помічником гравера, а потім і головним гравером до своєї смерті у 1925 році.
Дизайн долара Моргана спочатку розроблявся для іншої монети, але, за кілька днів до прийняття Закону «Про карбування монет» його проект із зображенням Богині Свободи був прийнятий за основу для карбування монети 1 долар. Дизайн лицьового боку долара, з вигравіруваним зображенням Богині Свободи був створений в 1876 після досліджень грецьких статуеток. Профіль на ньому виконаний з 19-річної моделі студентки Анни Вілльямс.
Основні елементи проекту отримали ухвалені законом від 18 січня 1837 року в якому пункт 13 свідчив, що на «одній стороні має бути зображення, що символізує Свободу», а «на звороті кожної золотої та срібної монети число або зображення орла». Лист від 18 жовтня 1877, від доктора Ліндермена — Джеймсу Поллоку (керівнику Філадельфійського Монетного двору) послужив інструкцією для Моргана щоб змінити дизайн половини долара, а існуючий варіант використовувати для стандартної доларової монети. Якщо аверс монети довгий час залишався практично незмінним, то реверс став предметом постійним доробок і модифікацій. Кількість пір'їн у хвості зображеного орла, вид стріл в його лапах, написи, кількість листя в оливкової гілки, а також рельєф монети від якого залежала трудомісткість карбування монети - все це регулярно змінювалося і модернізувалося. Джордж Морган в своїх листах висловлював невдоволення деякими варіантами монети, зокрема, він вважав надмірністю вісім пір'їн у хвості орла, але дизайн монети затверджувався на більш високому рівні.
11 березня 1878 в 15 годин 17 хвилин на Філадельфійському Монетному дворі відбувся випуск першої монети. Перший долар Моргана був представлений президенту Хейсу. Ця монета, разом з її описом і свідченням, збережена в Музеї Резерфорда Б. Хейса у Фрімонті, Огайо. Президенту і присутнім журналістам продемонстрували виготовлення десяти монет (кілька примірників цих монет існують в даний час). Через тиждень після випуску першого долара директор монетного двору Ліндермен доручив Моргану і граверу Чарльзу Барб'є (виготовив у 1892 році серію обігових монет у 10, 25, 50 центів) виправити "невеликі недоліки" і зменшити рельєф долара. Результатом цієї роботи стала монета, що отримала умовну назву з "Реверс '78"; де орел вигравіруваний з плоскими грудьми, 7 пір'їнами, і паралельним оперенням стріл.
Все ж долар Моргана "Реверс '78", не змогли освоїти виробничі потужності, оскільки дизайн монети все ще піддавався постійним змінам. Після чергової модифікації був випущений зразок "Реверс '79". Цей варіант зображує орла з об'ємними грудьми, сімома пір'їнами, і нахиленим оперенням стріл. Монета з цим дизайном була запущена в обмежене виробництво у середини травня 1879 року. Подальші незначні зміни аверсу і реверсу були зроблені з метою збільшення "тривалості життя" монет. Виробництво в повному масштабі почалося з кінця червня 1879-го. Крім невеликих видозмін, цей базовий дизайн використовувався майже в кожному доларі Моргана аж до 1904 року.
З 1878 по 1904 було виготовлено понад п'ятсот мільйонів доларів Моргана. Але, в цей час навколо срібного долара не припинялися політичні ігри. Велася постійна боротьба між прихильниками випуску золотих монет і паперових купюр. Внаслідок постійних політичних змін майже 90% монет осіли мертвим капіталом у резервах Казначейства і не були випущені в обіг. Функцію долара для більшості транзакцій стали виконувати срібні сертифікати, а в повсякденному житті стали використовуватися більш високі номінали. Але навіть у найважчі для нього часи, долар Моргана, був "стандартним доларом", не будучи навіть юридично визнаною валютою. Це була допоміжна монета, цінність якої полягала частково з її металевого змісту і частково з кредиту уряду, отриманого у вигляді прибутку від карбування монет, або мита за право карбування. Долар Моргана може пишатися своїм внеском у перемогу в Першій світовій війні. Німецькі агенти намагалися підірвати позиції британців в Індії організовуючи повстання в колоніях ворога. За допомогою чуток намагалися дискредитувати ліквідність срібних сертифікатів Британії, випущених замість індійських рупій. У 1918 році така напівправда була схожа на зброю. Англія звернулася до свого американського союзника. Потрібно було терміново встановити джерело срібла, з якого були зроблені монети. 23 квітня 1918 р, Президент Вудро Вілсон підписав закон Піттман, за яким дозволялося продати 270 мільйонів доларів Моргана британському уряду у вигляді злитків за ціною близько $ 1 за унцію. Запаси срібних доларів в США після цієї "операції" зменшилися майже наполовину. Британці зробили всі зусилля, щоб використовувати весь запас злитків, який вони вдало придбали за ринковою вартістю. Рупія також використовувалася як допоміжна монета, таким чином вартість металу дуже добре окупилася. Карбування срібних доларів відновилася в 1921 році в ознаменування кінця війни готувався новий дизайн монети, тому долар Моргана був відроджений протягом наступного року. Новий дизайн з невеликими змінами на лицьовій і зворотній стороні був знову зроблений Джорджем Морганом, тепер вже на посаді головного гравера. Чеканка "Мирного" долара, почалася в грудні 1921 році і тривала до 1928 року.
У 2006 році монетний двір Сан-Франциско, випустив ювілейний срібний долар використавши дизайн Моргана для реверсу монети.

## Карбування
Долар Моргана випускався на п'яти Монетних дворах: 
- (без позначки) Філадельфія 1878—1904 і 1921 році,
- (S) Сан-Франциско 1878—1904 і 1921 році,
- (СС) Карсон сіті 1878—1885, 1889—1893 роках,
- (О) Новий Орлеан 1879—1904,
- (D) Денвер у 1921 році.

## Тираж
| 1878 8TF | 749,500    |
| 1878 7TF | 9,759,300  |
| 1878-CC  | 2,212,000  |
| 1878-S   | 9,774,000  |
| 1879     | 14,806,000 |
| 1879-CC  | 756,000    |
| 1879-O   | 2,887,000  |
| 1879-S   | 9,110,000  |
| 1880     | 12,600,000 |
| 1880-CC  | 591,000    |
| 1880-O   | 5,305,000  |
| 1880-S   | 8,900,000  |
| 1881     | 9,163,000  |
| 1881-CC  | 296,000    |
| 1881-O   | 5,708,000  |
| 1881-S   | 12,760,000 |
| 1882     | 11,100,000 |
| 1882-CC  | 1,133,000  |
| 1882-O   | 6,090,000  |
| 1882-S   | 9,250,000  |
| 1883     | 12,290,000 |
| 1883-CC  | 1,204,000  |
| 1883-O   | 8,725,000  |
| 1883-S   | 6,250,000  |
| 1884     | 14,070,000 |
| 1884-CC  | 1,136,000  |
| 1884-O   | 9,730,000  |
| 1884-S   | 3,200,000  |
| 1885     | 17,787,000 |
| 1885-CC  | 238,000    |
| 1885-O   | 9,185,000  |
| 1885-S   | 1,497,000  |
| 1886     | 19,963,000 |
| 1886-O   | 10,710,000 |
| 1886-S   | 750,000    |
| 1887     | 20,290,000 |
| 1887-O   | 11,550,000 |
| 1887-S   | 1,771,000  |
| 1888     | 19,183,000 |
| 1888-O   | 12,150,000 |
| 1888-S   | 657,000    |
| 1889     | 21,726,000 |
| 1889-CC  | 350,000    |
| 1889-O   | 11,875,000 |
| 1889-S   | 700,000    |
| 1890     | 16,802,000 |
| 1890-CC  | 2,309,041  |
| 1890-O   | 10,701,000 |
| 1890-S   | 8,230,373  |
| 1891     | 8,693,556  |
| 1891-CC  | 1,618,000  |
| 1891-O   | 7,954,529  |
| 1891-S   | 5,296,000  |
| 1892     | 1,036,000  |
| 1892-CC  | 1,352,000  |
| 1892-O   | 2,744,000  |
| 1892-S   | 1,200,000  |
| 1893     | 378,000    |
| 1893-CC  | 677,000    |
| 1893-O   | 300,000    |
| 1893-S   | 100,000    |
| 1894     | 110,000    |
| 1894-O   | 1,723,000  |
| 1894-S   | 1,260,000  |
| 1895-O   | 450,000    |
| 1895-S   | 400,000    |
| 1896     | 9,976,000  |
| 1896-O   | 4,900,000  |
| 1896-S   | 5,000,000  |
| 1897     | 2,822,000  |
| 1897-O   | 4,004,000  |
| 1897-S   | 5,825,000  |
| 1898     | 5,884,000  |
| 1898-O   | 4,440,000  |
| 1898-S   | 4,102,000  |
| 1899     | 330,000    |
| 1899-O   | 12,290,000 |
| 1899-S   | 2,562,000  |
| 1900     | 8,830,000  |
| 1900-O   | 12,590,000 |
| 1900-S   | 3,540,000  |
| 1901     | 6,962,000  |
| 1901-O   | 13,320,000 |
| 1901-S   | 2,284,000  |
| 1902     | 7,994,000  |
| 1902-O   | 8,636,000  |
| 1902-S   | 1,530,000  |
| 1903     | 4,652,000  |
| 1903-O   | 4,450,000  |
| 1903-S   | 1,241,000  |
| 1904     | 2,788,000  |
| 1904-O   | 3,720,000  |
| 1904-S   | 2,304,000  |
| 1921     | 44,690,000 |
| 1921-D   | 20,345,000 |
| 1921-S   | 21,695,000 |

У таблиці показані тиражі тільки обігових монет.

## Опис монети

### Аверс
Голова Свободи з фригийським ковпаком і вінцем з діадемою в круговому вінку сплетеному з гілок бавовни і колосів пшениці — повернута вліво, над головою латинський девіз: «E pluribus unum», знизу дата.

### Реверс
Білоголовий орлан — геральдичний символ США, тримає у кігтях оливкову гілку і пучок стріл, навколо вінок з оливкових гілок, під вузлом вінка знак монетного двору (відсутній для монет, викарбуваних у Філадельфії). Над орлом напис готичним шрифтом «In God We Trust». Круговий напис: вгорі «United States of America», знизу «One Dollar».

### Гурт
Пряма насічка.

## Цікаві факти
Долар Моргана є найпопулярнішою американською монетою серед українських нумізматів. Його відносно невисока ціна, велика кількість збережених монет різноманітність дизайну за роки випуску становлять інтерес для колекціонерів будь-якого рівня і не тільки як монета, але і як частина загальної історії США.